# Copris armeniacus
Copris armeniacus là một loài bọ cánh cứng trong họ Bọ hung (Scarabaeidae).